# Уэр, Ханна
Ханна Уэр (англ. Hannah Ware; род. 8 декабря 1982) — британская актриса и фотомодель.
Работала фотомоделью, начиная с двенадцатилетнего возраста, а после переезда из Лондона в Нью-Йорк поступила в актёрскую студию Ли Страсберга чтобы освоить профессию актрисы. Появилась в фильмах «Двойной КОПец» и «Стыд», а в 2011—2012 годах снималась в телесериале «Босс» в роли дочери главного героя. В начале 2013 года, имея в своем резюме лишь четыре проекта, была утверждена на главную роль в пилоте сериала «Измена» для канала ABC.

## Фильмография
| Год       | Название на русском | Название на английском | Роль          | Примечания  |
| --------- | ------------------- | ---------------------- | ------------- | ----------- |
| 2010      | Двойной КОПец       | Cop Out                | Мисс Армсен   |             |
| 2011      | Стыд                | Shame                  | Саманта       |             |
| 2011—2012 | Босс                | Boss                   | Эмма Кейн     | 18 эпизодов |
| 2013      | Олдбой              | Oldboy                 | Донна Хоуторн |             |
| 2013—2014 | Измена              | Betrayal               | Сара Хэнли    | 13 эпизодов |
| 2015      | Хитмэн: Агент 47    | Hitman: Agent 47       | Катя ван Диз  |             |
| 2017      | Последствия         | Aftermath              | Тесса         |             |
| 2018      | Ангел               | The Angel              | Диана Эллис   |             |